# 1676

## أحداث
- تأسيس مدينة دهرادون وتقع حاليا في الهند.
- نهاية الحرب البولو–عثمانية في 1676 والتي بدأت في 1672.
- 29 يناير - فيودر الثالث يصبح قيصر روسيا

## مواليد
- روبرت والبول
- إسماعيل العجلوني

## وفيات
- أليكس الأول
- سيدي أحمد بوغنبور
- فرانسوا دو بوسكيه، أسقف فرنسي.